# Sachsenkam
Sachsenkam település Németországban, azon belül Bajorországban. Lakosainak száma 1315 fő (2023. december 31.).

## Népesség
A település népessége az elmúlt években az alábbi módon változott:
| Lakosok száma | 396  | 719  | 718  | 780  | 1299 | 1297 | 1299 | 1313 | 1278 | 1315 |
|               | 1875 | 1950 | 1975 | 1987 | 2012 | 2014 | 2016 | 2017 | 2021 | 2023 |